# Mary Lynn Rajskub

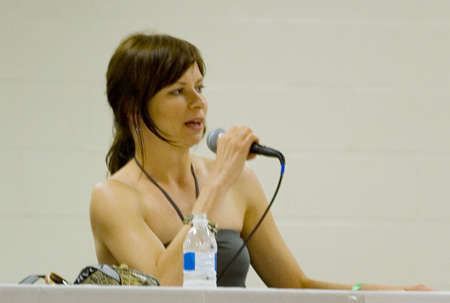
Mary Lynn Rajskub

Mary Lynn Rajskub (Detroit (Michigan), 22 juni 1971) is een Amerikaanse actrice en stand-upcomédienne. Ze heeft Tsjechische en Ierse wortels.
Ze was lang te zien in de televisieserie 24 als Chloe O'Brian.

## Levensloop
Rajskub groeide op in Michigan. Later verhuisde ze naar Los Angeles. Daar werd zij al snel een van de hoofdkomedianten van het programma Mr. Show. Daarna had ze nog rollen in televisieseries als The Larry Sanders Show, Shasta McNasty en Veronica's Closet. Rajskub had kort een relatie met David Cross, die ook meewerkte aan Mr Show.
Later in haar carrière begon Rajskub minder komische rollen te spelen. Een voorbeeld van een wat serieuzere rol in een televisieserie is die van CTU-technische analist Chloe O'Brian in 24. In die serie speelt zij de start van het derde seizoen. Haar rol werd zeer gewaardeerd door critici, vandaar dat werd besloten dat ze vanaf seizoen vijf een van de hoofdrolspeelsters is.
Rajskub speelt ook af en toe in films, waaronder Man on the Moon, Legally Blonde 2: Red, White & Blonde, Sweet Home Alabama, Little Miss Sunshine en Firewall.
Naast acteren speelt Rajskub ook gitaar. Ze was samen met Karen Kilgariff een duo genaamd Girls Guitar Club. Voor haar acteercarrière had ze een schilderopleiding.

## Filmografie
- Bibsys: 15018526
- Biblioteca Nacional de España: XX4900061
- Bibliothèque nationale de France: cb155931864 (data)
- International Standard Name Identifier: 0000 0001 1500 3341
- Library of Congress Control Number: no2007026639
- MusicBrainz: e78575c8-ba51-4216-a14c-28b74fe39418
- Nationale Bibliotheek van Polen: a0000002227411
- Système universitaire de documentation: 168633922
- Virtual International Authority File: 166216621
- WorldCat: E39PBJxcYpYqQ9D8yHb7phVpyd